# Nesodillo arcangelii
Nesodillo arcangelii is een pissebed uit de familie Armadillidae. De wetenschappelijke naam van de soort is voor het eerst geldig gepubliceerd in 1928 door Verhoeff.